# Romeo und Julia (Prokofjew)

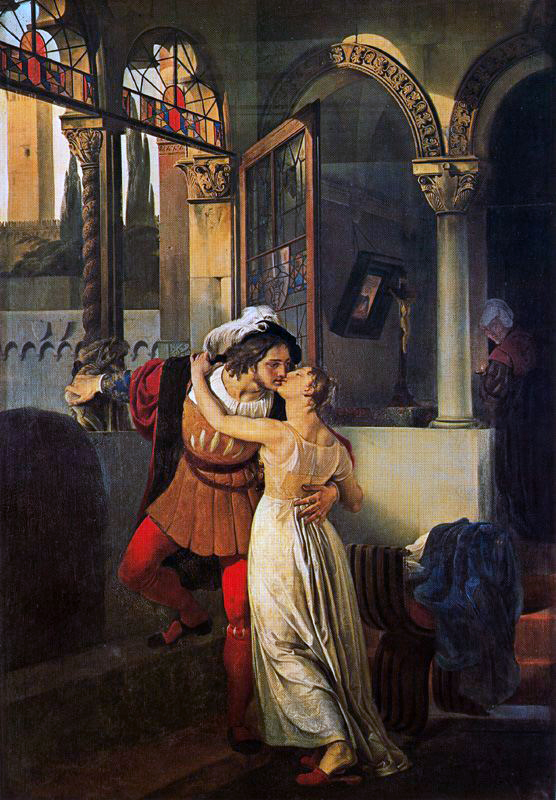
Romeo und Julia (Gemälde von Francesco Hayez)

Romeo und Julia op. 64 (nach William Shakespeare) ist das längste und bekannteste Ballett von Sergei Prokofjew und gilt allgemein als dessen bedeutendster Beitrag zur Gattung. Die Handlung des Balletts folgt getreu jener des Theaterstücks. Das Libretto verfassten Adrian Piotrowski und Sergei Radlow unter Mitwirkung von Boris Assafjew.
Das Werk besteht aus drei Akten von jeweils ungefähr vierzig Minuten Dauer sowie einem etwa zehnminütigen Epilog. Ursprünglich sollte es vom Leningrader Kirow-Theater in Auftrag gegeben werden, doch nachdem sich die Theaterleitung kurzfristig aus dem Vorhaben zurückgezogen hatte, schrieb Prokofjew es im Sommer und Herbst 1935 im Auftrag des Bolschoi-Theaters im Gästehaus des Theaters in Polenowo bei Moskau. Uraufgeführt wurde Romeo und Julia am 30. Dezember 1938 in Brünn in der damaligen Tschechoslowakei. Bis 1946 fertigte Prokofjew insgesamt drei Suiten für Orchester sowie Klavierbearbeitungen einiger Stücke an.
Romeo und Julia stellte Prokofjews erste bedeutende Komposition seit seiner Rückkehr in die Sowjetunion dar und gilt nach wie vor als einer der Höhepunkte seines musikalischen Schaffens. Die reiche und vielfältige Instrumentierung sowie die rhythmische Komplexität der Partitur stellen immer noch Herausforderungen für Orchester und Tänzer dar. An Stellen wie dem „Machtwort des Herzogs“ (I, 1), „Romeo rächt Mercutios Tod“ (II, 3) oder dem Vorspiel zum dritten Akt erklingen in der Musik Dissonanzen an der Grenze zur Atonalität. Der berühmte „Tanz der Ritter“ (I, 2) mit seinen punktierten, schwerfälligen Rhythmen ist inzwischen eher als quasi-sinfonisches Thema bekannt. Im Gegensatz dazu stehen die zugleich zarten und jugendlich-lebhaften Themen in Verbindung mit Julias Erwachen zur Liebe.
Die Entstehungsgeschichte des Balletts wurde vom Komponisten Sergei Prokofjew selbst wiedergegeben:
«Ende Dezember (1934) kehrte ich wieder zurück nach Leningrad, um mit dem Kirow-Theater zu verhandeln. Dabei äußerte ich meinen Wunsch, eine lyrische Handlung für ein Ballett zu finden… Daraufhin begannen wir, verschiedene Handlungen aufzuzählen: Piotrowski nannte Pelléas et Mélisande, Tristan und Isolde, Romeo und Julia. Ich „verbiss“ mich direkt in die letzte Handlung, eine bessere wäre wohl kaum zu finden gewesen! Beim Libretto waren wir uns darüber einig, dass es von Piotrowski, Radlow und mir (S.P.) verfasst werden sollte. Als Choreographen wurde entschieden, den ehemaligen Schüler Radlows, Rostislaw Sacharow, hinzuzuziehen. Dennoch kam es mit dem Kirow-Theater zu keinem Vertrag … Ich ging nach Moskau, wo der damalige Chefdirigent des Bolschoi-Theaters Golowanow mir sofort mitteilte, dass, sollte es um „Romeo“ gehen, das Theater umgehend bereit wäre, einen Vertrag mit mir zu unterzeichnen. Der Vertrag wurde im Sommer 1935 abgeschlossen. Das Theater gab mir damals die Möglichkeit, das Erholungsheim des Bolschoi-Theaters „Polenowo“ zu nutzen, um am Ballett zu arbeiten. Hier habe ich das Ballett so gut wie abgeschlossen, wobei ich zum Teil die bereits im Frühling komponierten Motive nutzte. Im Herbst fand im Theater eine Probeaufführung des Balletts statt. Es wurde kein Erfolg. Damals wurde das Ballett nicht auf die Bühne gebracht. … Im Kirow-Theater wurde das Ballett 1939 (1940) aufgeführt. Sacharow entfiel [als Choreograph], nachdem das Ballett vom Bolschoi-Theater abgelehnt wurde. Bei der Inszenierung des Balletts in Leningrad hat Lawrowski vieles hinzugefügt, was man sich noch vor seiner Zeit hatte einfallen lassen. Später hielt ich es für geboten,  ihn als Mitverfasser des Librettos aufzuführen.»

## Szenenfolge
1. Ouvertüre

### Erster Akt
2. Romeo

3. Die Straße erwacht

4. Morgentanz

5. Der Streit

6. Der Kampf

7. Der Herzog gebietet Einhalt

8. Zwischenspiel

9. Vorbereitungen zum Ball

10. Julia als junges Mädchen

11. Ankunft der Gäste

12. Masken

13. Tanz der Ritter

14. Variation der Julia

15. Mercutio

16. Madrigal

17. Tybalt

18. Gavotte

19. Balkonszene

20. Variation des Romeo

21. Liebestanz

### Zweiter Akt
22. Volkstanz

23. Romeo und Mercutio

24. Tanz der fünf Capulets

25. Tanz mit Mandolinen

26. Die Amme

27. Die Amme gibt Romeo einen Brief

28. Romeo bei Pater Lorenzo

29. Julia bei Pater Lorenzo

30. Das Volksfest geht weiter

31. Ein weiterer Volkstanz

32. Tybalt stößt auf Mercutio

33. Tybalt und Mercutios Kampf

34. Mercutio stirbt

35. Romeo rächt Mercutios Tod

36. Finale

### Dritter Akt
37. Introduction

38. Romeo und Julia

39. Romeo trennt sich von Julia

40. Die Amme

41. Julia weigert sich, Paris zu heiraten

42. Julia allein

43. Zwischenspiel

44. Zelle von Pater Lorenzo, Vermählung

45. Zwischenspiel

46. Erneut in Julias Kammer

47. Julia allein

48. Morgenständchen

49. Tanz der Brautjungfern

50. An Julias Bett

### Vierter Akt (Epilog)
51. Julias Begräbnis

52. Julias Tod

## Auswahldiskografie

### Gesamtaufnahmen
- Gennadi Roschdestwenski (Melodija, 1959)
- Lorin Maazel (Decca, 1973)
- André Previn (EMI, 1973)
- Seiji Ozawa (Deutsche Grammophon, 1987)
- Valery Gergiev (Philips, 1991)

### Auszüge
- Charles Münch (RCA Victor, 1957)
- Ernest Ansermet (Decca, 1958)
- Karel Ančerl (Supraphon, 1959)
- Seiji Ozawa (Deutsche Grammophon, 1973)
- Erich Leinsdorf (Sheffield Lab, 1978)
- Riccardo Muti (EMI, 1982)
- Mariss Jansons (EMI, 1989)
- Claudio Abbado (Deutsche Grammophon, 1997) (Konzertmitschnitt)

### Klavierbearbeitungen
- Wladimir Aschkenasi (Decca, 1967). 1991 nahm Aschkenasi ebenfalls für Decca das gesamte Ballett als Dirigent auf, die Veröffentlichung erfolgte aber erst 2003.
- Lazar Berman (Deutsche Grammophon, 1979)
- Sergei Babayan und Martha Argerich (Deutsche Grammophon, 2018)[2]